# Utirik
Utirik (aussi appelé Utrik ou Utrōk) est un atoll et une municipalité de 10 îles située dans la chaîne Ratak de l'État des Îles Marshall, aux coordonnées 11° 15′ N, 169° 48′ E. Les terres fermes mesurent uniquement 2 km2 mais elle enserrent un lagon de 50 km2. L'atoll comptait 433 habitants en 1999 et il s'agit de l'un des atolls des îles Marshall les plus au nord avec une population permanente. Les principales îles le composant sont Utirik, Aon, Bikrak, Pike, Āllok et Nalap.

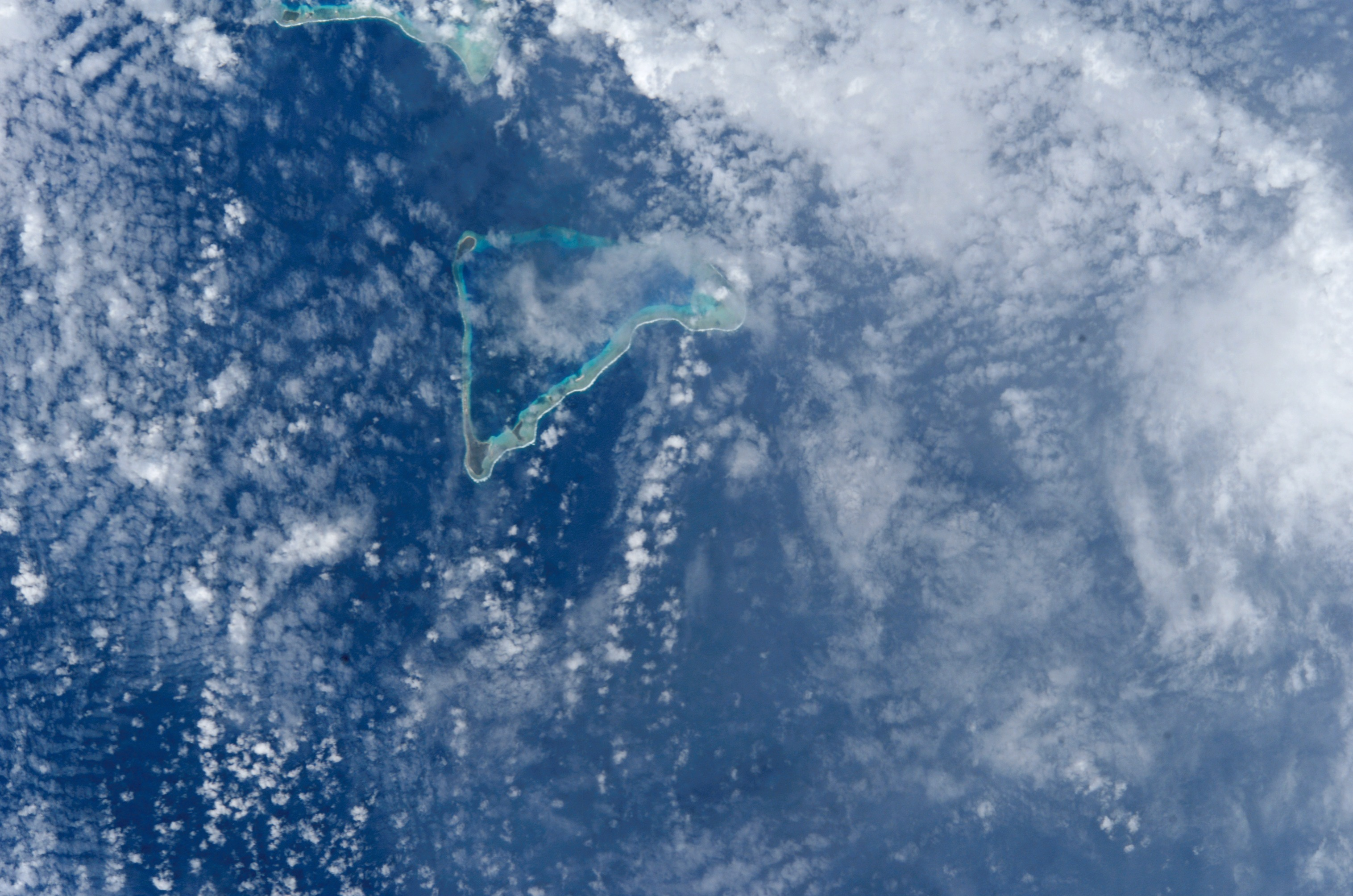
Utirik – Vue